# Lutherkirche (Duchcov)

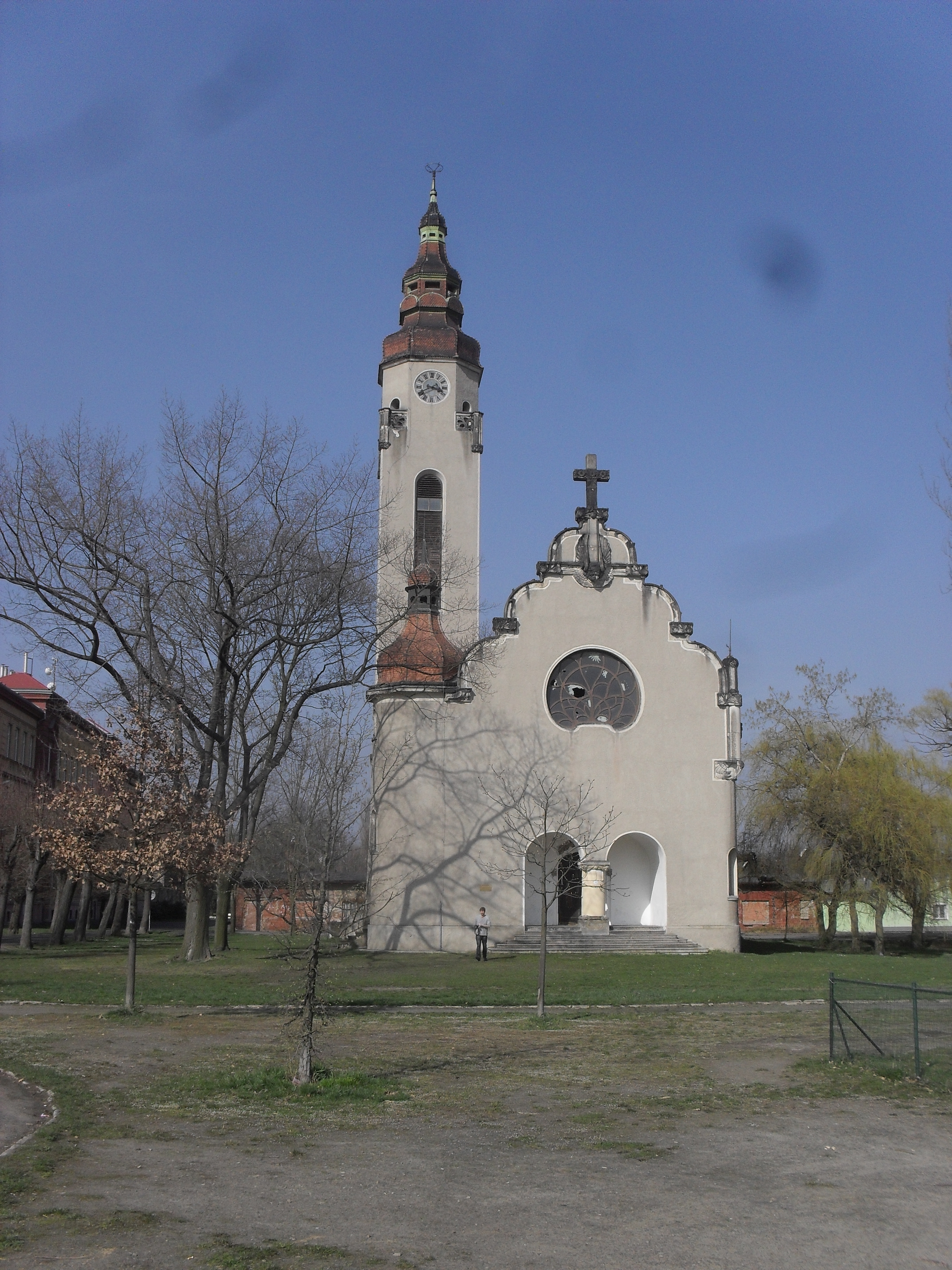
Evangelische Lutherkirche Dux

Die Lutherkirche ist die ehemalige evangelische Pfarrkirche von Duchcov (deutsch Dux) im Bezirk Teplitz in der nordböhmischen Aussiger Region in Tschechien. Bis 1918 bildete sie einen Teil der Evangelischen Superintendentur A. B. Westböhmen, bis 1945 gehörte sie der Deutschen Evangelischen Kirche in Böhmen, Mähren und Schlesien, seither der Tschechoslowakischen Hussitischen Kirche an.

## Geschichte
Nachdem bereits im 16. Jahrhundert das Luthertum in der grenznahen Region zu Sachsen Fuß fassen konnte, etablierten sich erst wieder im ausgehenden 19. Jahrhundert, und zwar durch das Wirken des Gustav-Adolf-Vereins, evangelische Gemeinden.
Mit dem Bau der Lutherkirche in Dux wurde 1899 das Dresdener Architekturbüro Schilling & Graebner beauftragt, das gleichzeitig auch mit der Christuskirche im benachbarten Turn, einem Ortsteil von Teplitz, einen anspruchsvollen (1973 abgebrochenen) Kirchenbau errichtete. Persönliche Kontakte der Gemeinde bestanden zu dem Vorsitzenden des Dresdener Hauptvereins der Gustav-Adolf-Stiftung, Oberhofprediger Franz Dibelius, und dem Dresdener Pfarrer Franz Blanckmeister, die wahrscheinlich  auch den Kontakt mit den Dresdner Architekten vermittelten. Die Fertigstellung und Einweihung erfolgte 1901, die selbständige Kirchengemeinde etablierte sich 1903.

## Architektur
In ihrem architektonischen Erscheinungsbild bezieht sich die Duxer Lutherkirche explizit auf die Architektur der Zeit des Reformators Martin Luther im frühen 16. Jahrhundert. Die Eingangsfassade greift den in der Architektur der Renaissance verbreiteten Rollwerkgiebel auf, während der seitlich gesetzte Turm, der unterhalb seines geschweiften Aufsatzes mittels seitlicher Bläsertribünen in das Oktogon übergeht, auf sächsische Schlosstürme rekurriert. Bewusst spannungsreich im Sinne des Manierismus angelegt ist das Verstellen des Hauptportals durch den massiven Rundpfeiler der zweiachsigen Vorhalle. Lediglich das Fenster der Eingangsfassade mit seinen geschwungenen Metallsprossen verarbeitet Gestaltungsansätze des aufkommenden Jugendstils.